# Knud Axelsen Urne
Knud Axelsen Urne til Aarsmarke, (født 26. oktober 1564 i Roskilde, død 2. februar 1622 i København), dansk lensmand.
Han var søn af rigsråd Axel Knudsen Urne (død 1577) og dennes anden hustru Birte Rud.
Han kom syv år gammel i huset hos Karen Bølle, Lave Johansen Urnes hustru, hvor han var i tre år. Så kom han i skole i København hos Niels Hemmingsen, var to år på Herlufsholm og blev så af sin værge Lage Venstermand sat i Nykøbing Skole. Senere tjente han som dreng hos Peder Gyldenstjerne til Tim, hos grev Philip von der Lippe og sidst hos grev Frantz af Waldeck, indtil han, 18 år gammel, blev myndig, drog hjem og overtog sin fædrene gård.
Her fejrede han 15. september 1588 bryllup med Margrethe Eilersdatter Grubbe (født 29. september 1568 på Lystrup). De fik en række sønner, der senere fik fremtrædende stillinger: Rigskansler Christoffer Knudsen Urne, lensmand Frederik Knudsen Urne til Bregentved, Eiler Urne til Rudbjerggaard, landsdommer Axel Knudsen Urne til Rygård, rigsråd Sivert Knudsen Urne til Rårup og rigsmarsk Jørgen Knudsen Urne. Datteren Dorthe blev gift med rigsadmiral Ove Gjedde.
I 1594 forlenede enkedronning Sophie af Mecklenburg ham med Ravnsborg og Halsted Kloster, som han havde til 1614, og 1606 også med Ålholm og Nykøbing, som han fratrådte i 1616, hvor kongen havde forlenet ham med Bergenhus. Dette ombyttede han i 1619 med Tryggevælde.
Efter 3 års sygdom døde han i 1622 i København. Hans enke fik i 1633 Bækkeskov i forlening, men afkøbte i 1650 gården af kronen. Hun døde mellem 1654 og 1656.